# Va, pensiero
Va, pensiero („Leť, myšlenko“, první verš Va, pensiero, sull'ali dorate, „Leť myšlenko na zlatých křídlech“) z roku 1842 je jedna z nejslavnějších sborových skladeb v dějinách opery. Je známá také pod názvem „sbor židů“, neboť se jedná o sborovou scénu židovských zajatců v Babylonii. Scéna je ze třetího dějství opery Nabucco Giuseppa Verdiho.
Skladba Va, pensiero byla vybrána jako hymna politického uskupení Padania.

## Historie
Autorem textu je italský básník Temistocle Solera, který napsal verše inspirované 137. Žalmem, Super flumina Babylonis (Na řekách Babylonských).

## Text
| Italský originál | překlad |  |
| --- | --- |  |
| Va, pensiero, sull’ali dorate; va, ti posa sui clivi, sui colli, ove olezzano tepide e molli l’aure dolci del suolo natal! Del Giordano le rive saluta, di Sionne le torri atterrate… O mia patria sì bella e perduta! O membranza sì cara e fatal! Arpa d’or dei fatidici vati, perché muta dal salice pendi? Le memorie nel petto raccendi, ci favella del tempo che fu! O simile di Solima ai fati traggi un suono di crudo lamento, o t’ispiri il Signore un concento che ne infonda al patire virtù. | Leť, myšlenko, na zlatých křídlech, Vznes se, zastav se v každém údolí a na každém kopci, Kde vane jemný svěží vánek voní vůně rodné země. Pozdrav břehy Jordánu, Zbořené věže Siónu… Ó, má vlasti, ty krásná, ty ztracená! Ó, drahá vzpomínko, můj drahý osude! Harfo ze zlata, posle osudu, Proč na vrbě visíš němě? V srdcích zažehni oheň vzpomínek, Promluv k nám o minulých dnech! Tak podobný osudu Jeruzaléma Dones k nám zpěv plný bolesti! Kéž ti Pán dá znamení, Který nám dodá sílu snést utrpení. |  |